# محمود بقشيش
محمود بقشيش (مواليد 25 ديسمبر 1938 في كفر الزيات – 13 مارس 2001) هو كاتب وفنان تشكيلي وناقد مصري راحل.

## التعليم
حصل بقشيش على بكالوريوس الفنون الجميلة، قسم التصوير، بدرجة امتياز مع مرتبة الشرف من جامعة القاهرة عام 1963.

## حياته الفنية
بدأ حياته مصممًا وفنانًا في مجلة سنابل في كفر الشيخ، وقدم في بداياته مجموعة قصصية عام 1961 بعنوان الموجة. كان بقشيش من هواة الرسم الفقير، كما سماه، حيث كان يميل إلى استخدام القلم الرصاص، واستخدم أيضا الألوان المائية والزيتية. أقام بقشي أول معارضه الفردية عام 1979، وفي العام ذاته أصدر كراسة أدبية بعنوان أفاق، وكانت لا تزيد عن عشر صفحات، عمل على تحريرها ونشرها، ونشر فيها قصصا قصيرة لكتاب جدد، ومن بين من نشروا فيها سلوى بكر. شغل بقشيش مراكز ثقافية عدة وكتب مقالات ودراسات كثيرة في مجال النقد الفني نشرت في العديد من المجلات والصحف المصرية والعربية من بينها: الهلال، إبداع، أدب ونقد، الثقافة الجديدة، مجلة المجلة، الصدى، اليوم، الموقف العربي، القاهرة، كما حصل على منحة من الحكومة الفرنسية، وكذلك على منح التفرغ المصرية تقديرًا لموهبته.
عين بقشيش عام 1993 عضوًا في لجنة التحكيم بترينالي مصر الدولي الأول لفن الجرافيك، وقد سبق له وأن كان قوميسيرًا في الأسبوع الثقافي الأول بعُمان عام 1989.

### أزمة اختفاء لوحاته
على الرغم من نفي كمال الجويلي، رئيس الجمعية المصرية لنقاد الفن التشكيلي، لادعاءات هدى يونس أرملة بقشيش بضياع خمس لوحات من الجمعية، إلا أنها تؤكد بوجود اللوحات بالجمعية منذ إيداع بقشيش لها للعرض داخل مقر الجمعية. وعام 2018، أعلنت زوجته عن اختفاء لوحاته ومقتنياته الشخصية من المرسم والمخزن في وكالة الغوري.
أقامت زوجته معرضًا استيعاديًا في مركز سعد زغلول الثقافي التابع لقطاع الفنون التشكيلية في يناير 2019، وقدّمت فيه لوحات عرضت لأول مرة.

## مؤلفاته
كتب بقشيش مقالات ودراسات عديدة في مجال النقد الفني، كما نشر له في عديد من المجلات والصحف المصرية والعربية.
ومن مؤلفاته:
| م  | العمل                                              | الغلاف | أول إصدار | الناشر                                                                       | عدد الصفحات | رقم تعريفي                             | مراجع                                    |
| -- | -------------------------------------------------- | ------ | --------- | ---------------------------------------------------------------------------- | ----------- | -------------------------------------- | ---------------------------------------- |
| 1  | نوع من الشجاعة                                     |        | 1969      | دار الصحوة للنشر والتوزيع                                                    |             |                                        | [ 9 ]                                    |
| 2  | البحث عن ملامح قومية: رحلة في أعمال 14 فنانًا مصريًا |        | 1989      | دار الهلال                                                                   | 185         | (ردمك 9771183834) (ردمك 9789771183839) | [ 1 ] [ 10 ] [ 11 ] [ 12 ]               |
| 3  | النحت المصري الحديث                                |        | 1992      | الهيئة المصرية العامة للكتاب بالتعاون مع الجمعية المصرية لنقاد الفن التشكيلي | 111         | (ردمك 9770133213) (ردمك 9789770133217) | [ 1 ] [ 13 ] [ 14 ] [ 15 ] [ 16 ] [ 17 ] |
| 4  | الروحانية في الفن                                  |        | 1994      | الهيئة المصرية العامة للكتاب                                                 | 134         |                                        | [ 1 ] [ 18 ]                             |
| 5  | أطلال النور ومدائنه                                |        | 1996      | الهيئة العامة لقصور الثقافة                                                  |             |                                        | [ 1 ] [ 19 ] [ 20 ]                      |
| 6  | نقد وإبداع                                         |        | 1997      | الدار المصرية اللبنانية للطباعة والنشر والتوزيع                              | 198         | (ردمك 9789772703722) (ردمك 9772703726) | [ 1 ] [ 21 ] [ 22 ] [ 23 ]               |
| 7  | الفن المملوكي                                      |        | 1997      | الدار المصرية اللبنانية للطباعة والنشر والتوزيع                              | 216         |                                        | [ 24 ]                                   |
| 8  | تجليات في نقد الفنون التشكيلية                     |        | 2010      | المجلس الأعلى للثقافة                                                        | 214         | (ردمك 9789774798009)(ردمك 9774798007)  | [ 1 ] [ 25 ] [ 26 ]                      |
| 9  | التشكيل المصري بين الثابت والمتغير                 |        | 2014      | الهيئة العامة لقصور الثقافة                                                  | 207         | (ردمك 9789777187756) (ردمك 9777187750) | [ 1 ] [ 27 ]                             |
| 10 | تمرد على الثوابت: بحثًا عن جمالية مغايرة            |        | 2016      | المجلس الأعلى للثقافة                                                        | 316         | (ردمك 9789774487767) (ردمك 9774487761) | [ 1 ] [ 28 ] [ 29 ]                      |
| 11 | نبض الرمز وصوت الاحتجاج                            |        | 2017      | الهئية المصرية العامة للكتب                                                  | 368         | (ردمك 9789779113265)(ردمك 9779113266)  | [ 30 ] [ 6 ] [ 31 ] [ 32 ] [ 33 ]        |

1. ↑  تأليف فاسيلي كاندنسكي، وترجمة فهمي بدوي، ومراجعة صبحي الشاروني ومرسي سعدالدين، وتقديم محمود بقشيش.

## الجوائز
- جائزة صالون الربيع الثانية، 1968[1][3]
- الجائزة الثانية، مسابقة صالون جمعية محبي الفنون الجميلة، 1969[1][3]
- جائزة الطلائع، 1969[1][3]
- جائزة استحقاق في المعرض العام، 1986[1]
- جائزة الطلائع التشجيعية في الرسم، 1987[1]
- الجائزة الثالثة، مسابقة الصحراء، 1987[1]
- جائزة الدولة في الرسم، 1987[1][3]
- جائزة الاستحقاق، بينالي الإسكندرية، 1989[3]
- جائزة التحكيم، بينالي القاهرة الرابع في الرسم، 1992[1][3]

## مؤلفات عنه
كتب عنه بعد رحيله عز الدين نجيب كتاب نشر عام 2007 باسم محمود بقشيش: فنان وعصر (ردمك 9774375661).

## حياته الشخصية
تزوّج بقشيش من الأديبة هدى يونس.